# Michal Macků

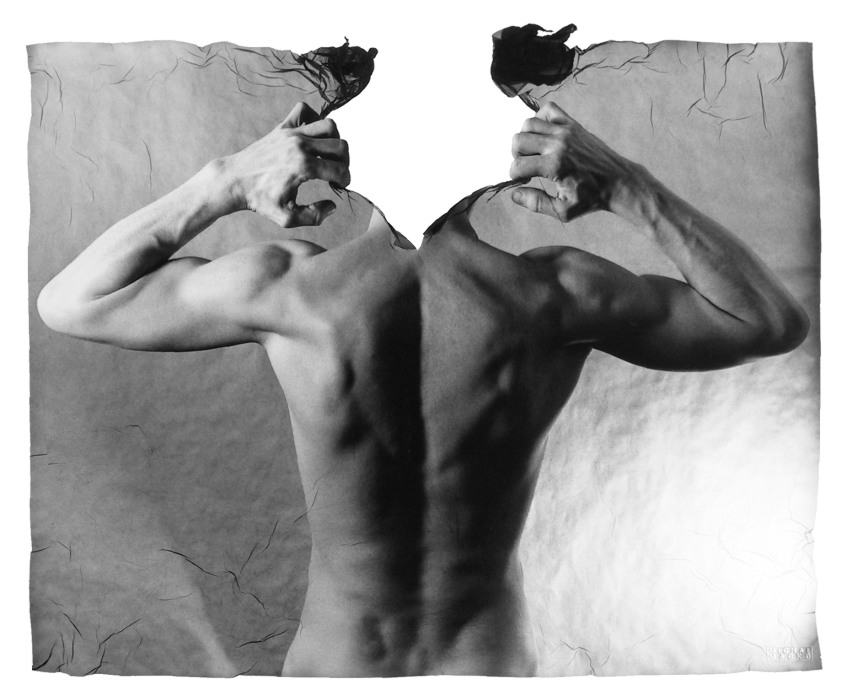
Michal Macků: Geláž č. 6, 1990

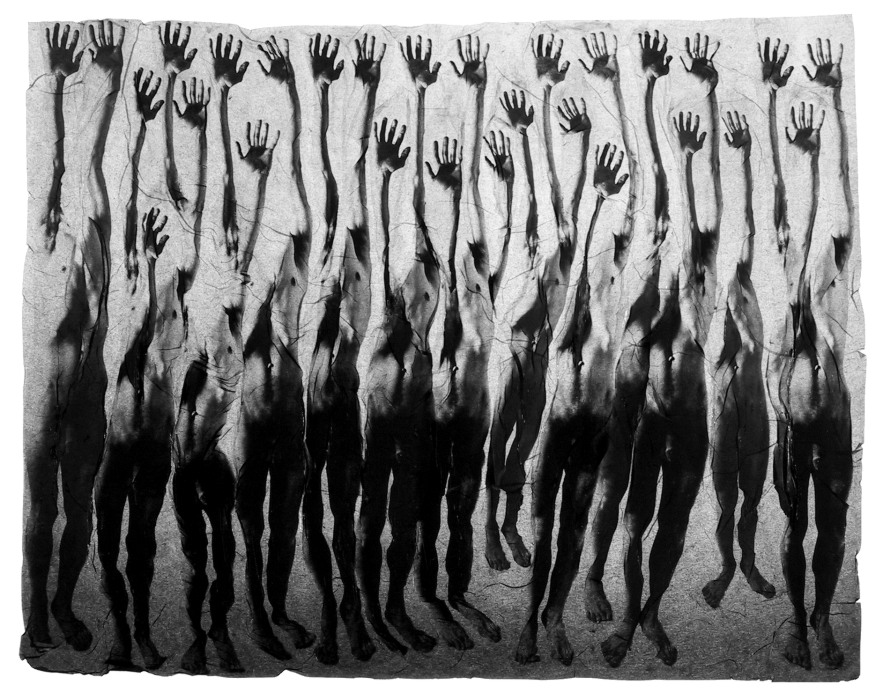
Michal Macků: Geláž č. 8, 1990

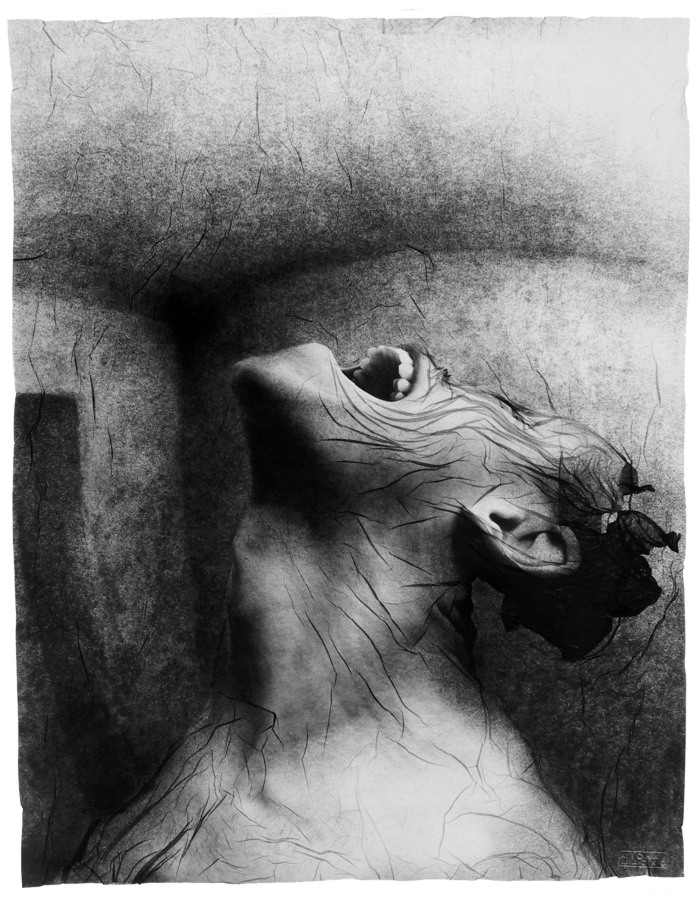
Michal Macků: Geláž č. 122, 1991

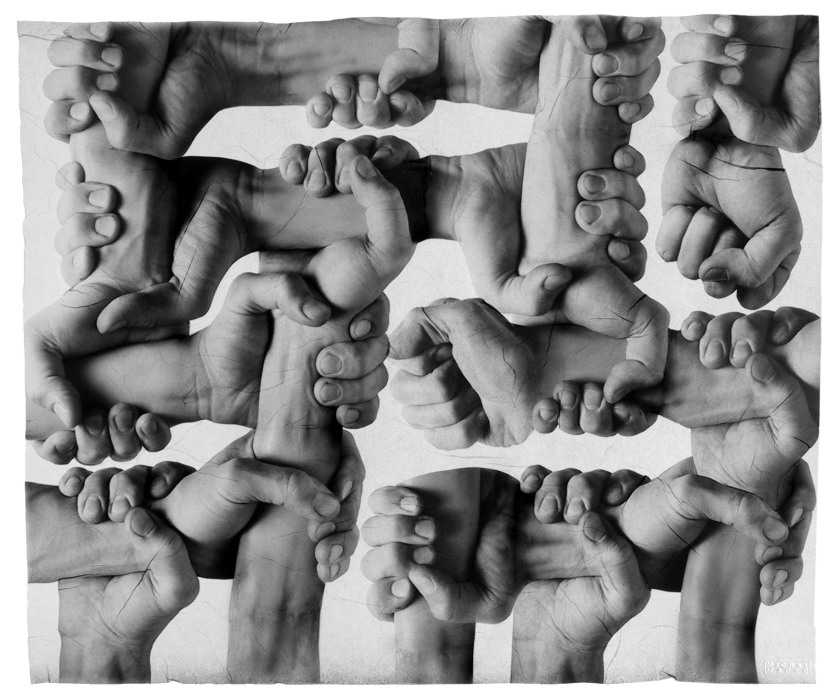
Michal Macků: Geláž č. 44, 1992

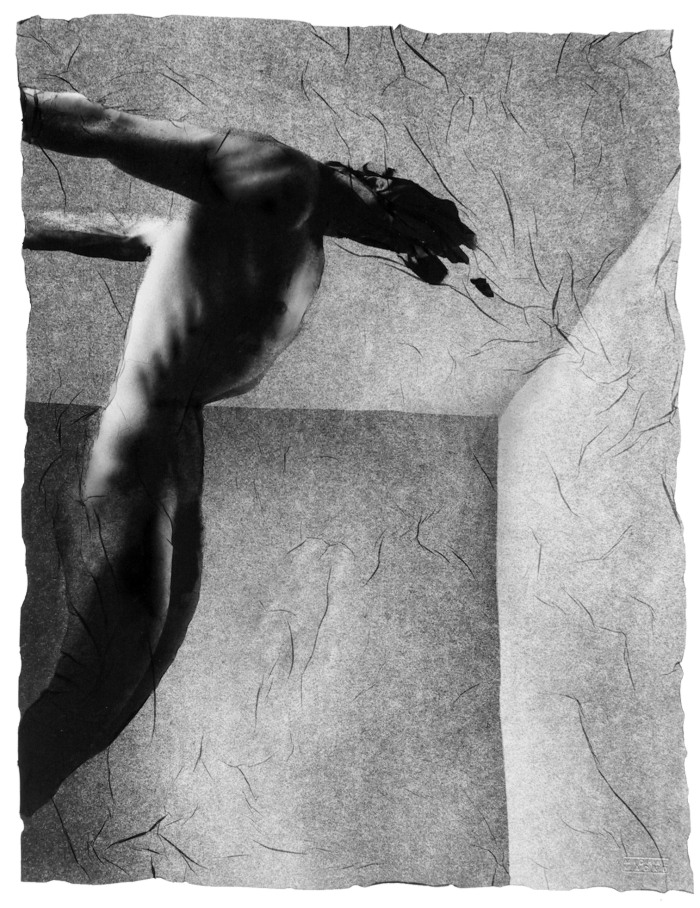
Michal Macků: Geláž č. 33, 1992

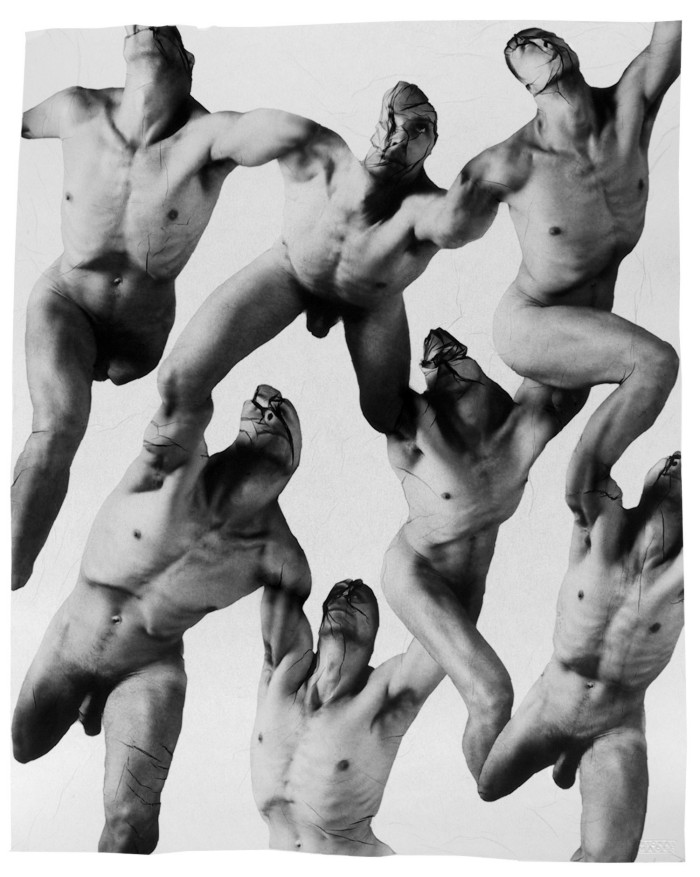
Michal Macků: Geláž č. 51, 1993

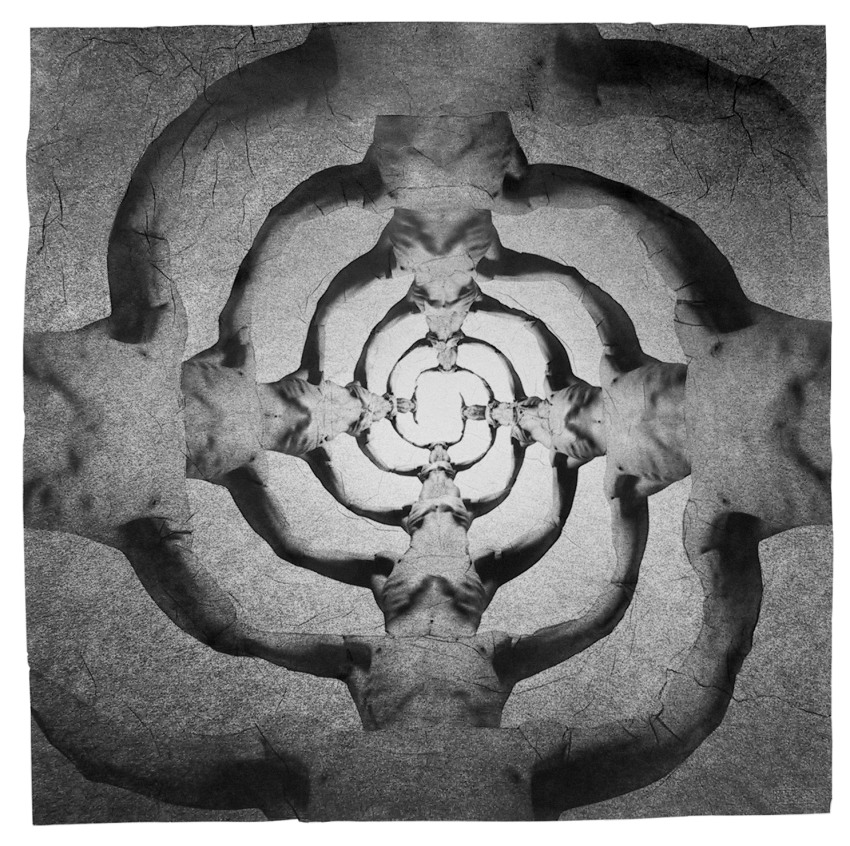
Michal Macků: Geláž č. 82, 1996

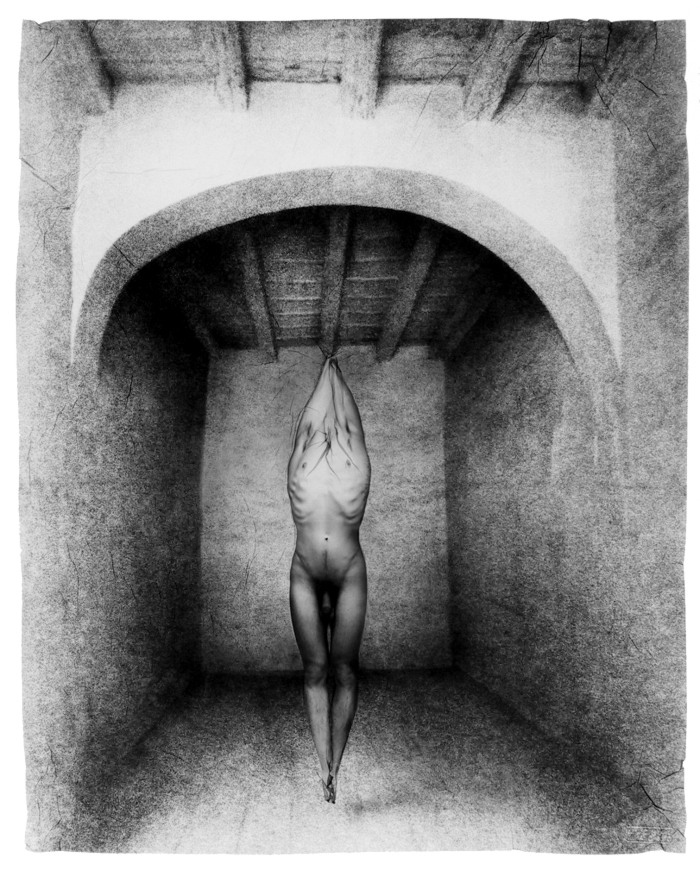
Michal Macků: Geláž č. 114, 2000

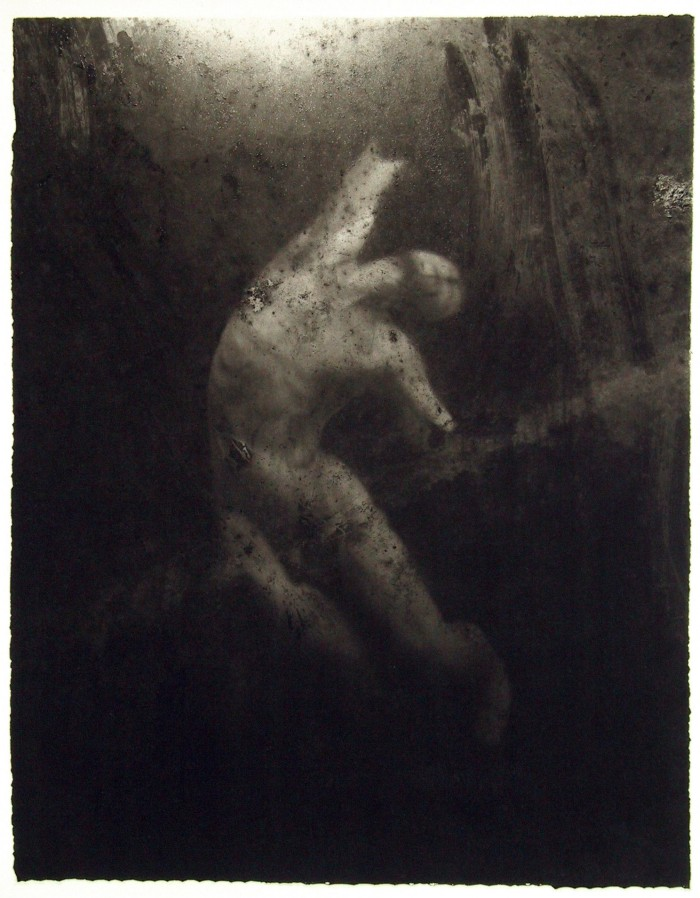
Michal Macků: Carbon print č. 4, 2004

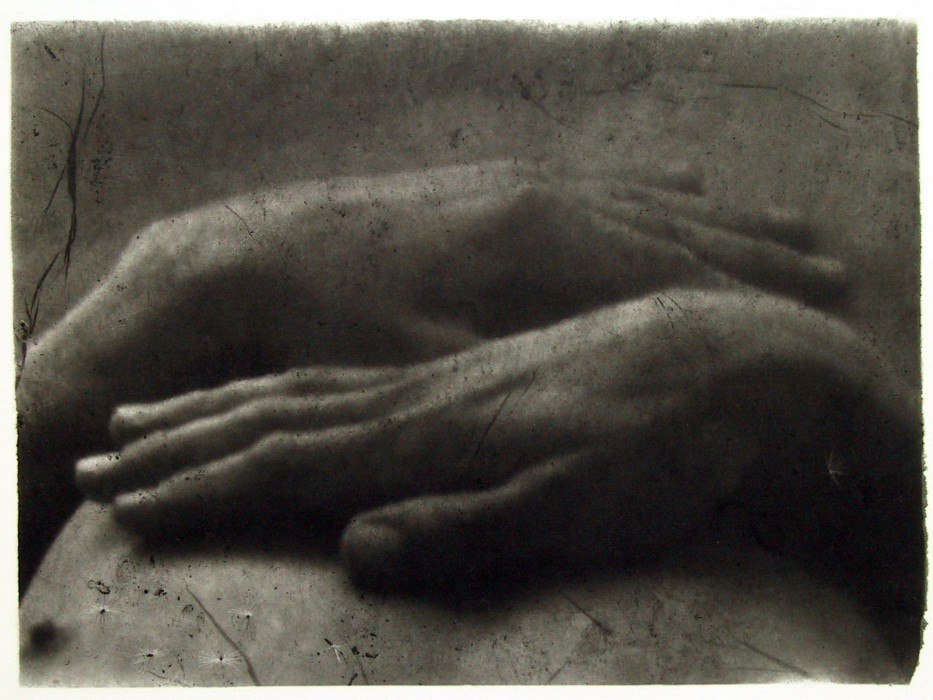
Michal Macků: Carbon print č. 27, 2005

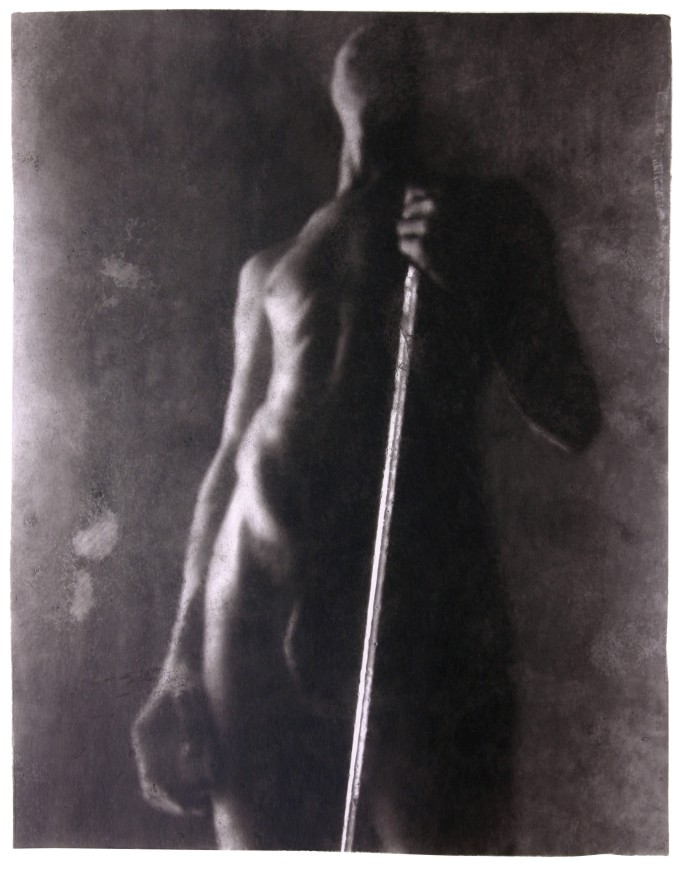
Michal Macků: Carbon print č. 57, 2006

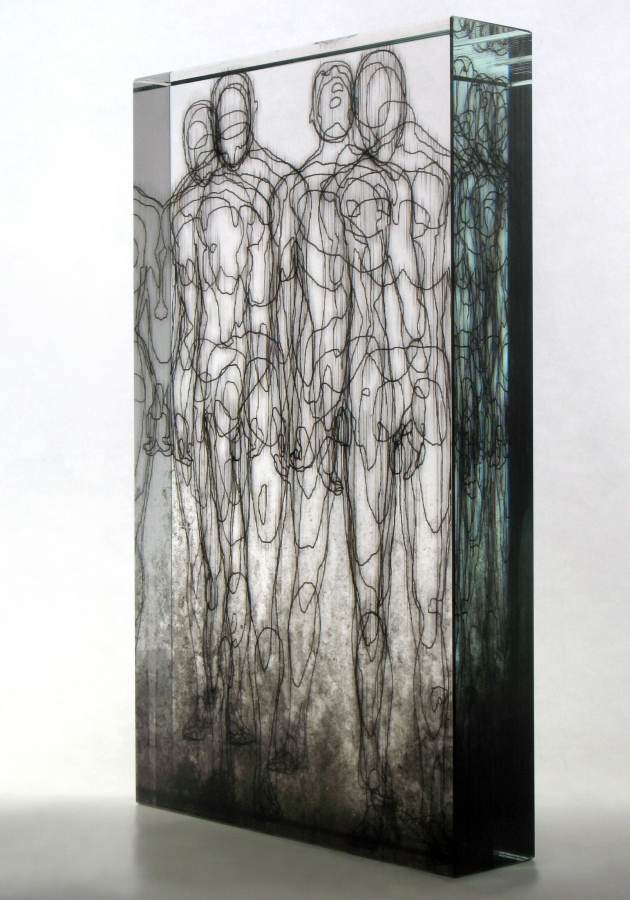
Michal Macků: Skleněná geláž XXI, 2009

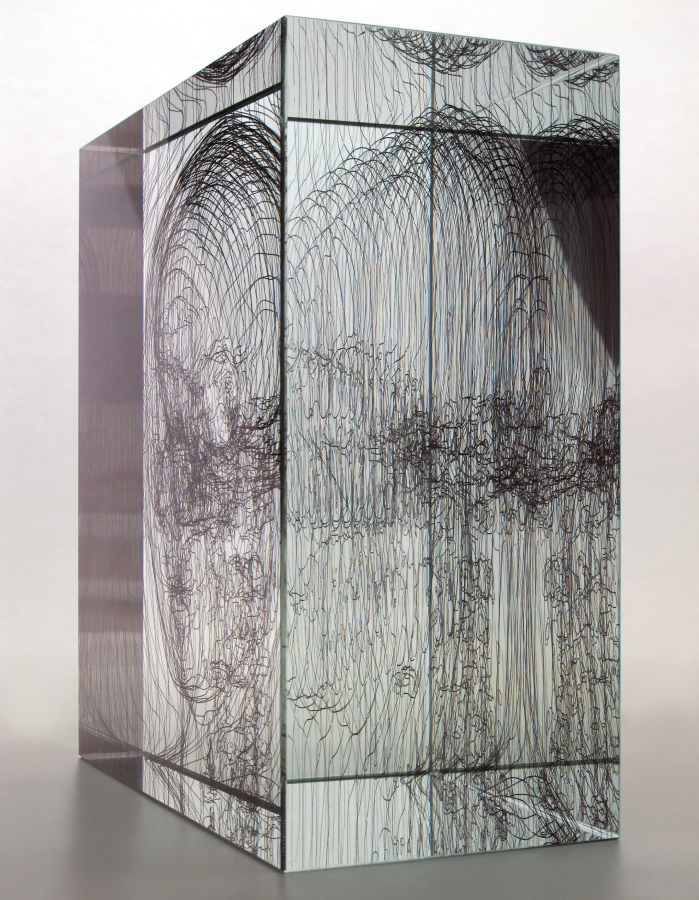
Michal Macků: Skleněná geláž XXXII, 2010

Michal Macků (* 17. dubna 1963 Bruntál) je současný český fotograf. Je známý svojí technikou geláží, kterou aplikuje na „portréty těla“.

## Život a dílo
S fotografií začal ve svých 15 letech. V roce 1985 absolvoval Fakultu technologickou Polytechnického institutu v Brně a v roce 1989 dokončil Institut umělecké fotografie v Praze. Do roku 1991 pracoval ve výzkumném centru podniku Sigma Olomouc. Pak učil na Pedagogické fakultě Univerzity Palackého v Olomouci. Od roku 1992 žije jako umělec na volné noze. Zajímá se také o sochařství, kresbu a grafiku.
V roce 1989 vytvořil svou vlastní fotografickou techniku, kterou pojmenoval geláže. Tuto technologii nadále rozvíjí a využívá ji ve svých uměleckých zátiších. Pracuje také s historickými velkoformátovými negativními fotografickými procesy. Spolupracoval s Českou televizí Brno, natočil animovaný gelážový film s názvem Proces. Od roku 2000 začal pracovat také s historickými fotografickými procesy, hlavně s uhlotiskem. Od roku 2005 se jeho fotografické práce rozšířily o třetí rozměr výrobou skleněných fotografických objektů, kterým říká skleněné geláže. V tomto posledním pracovním období kombinuje všechny své předchozí technické a experimentální zkušenosti a snaží se najít nové způsoby umění fotografie.
Michal Macků se velmi zajímá o studium filozofických a mystických tradic různých kultur. Absolvoval školu Transformativní astrologie v Praze. Velmi se zajímá o buddhismus a aktivně praktikuje jógu.

## Výstavy

### Autorské výstavy
1990
- Robert Koch Gallery, San Francisco (5. 7. – 11. 8. 1990)
- Kulturní Dům, Bruntál, Československo (25. 4. – 20. 5. 1990)
- Galerie Centrum, Plzeň, Československo (5. 12. – 27. 12. 1990)

1991
- Galerie pod podloubím, Olomouc, Československo (4. 1. – 24. 1. 1991, opening: Vladimír Birgus)
- Fotografisk Galleri, Kopenhagen (18. 10. – 17. 11. 1991)

1992
- Galerie Bílá růže, Pratur (10. 2. – 29. 2. 1992, opening J. Šmok, V. Birgus)
- Galerie Caesar, Olomouc, Československo (6. 4. – 6. 5. 1992)
- Galerie mladých, Brno, Československo (3. 8. – 30. 12. 1992, opening Alena Gálová
- Umělecká průmyslovka, Palisády, Bratislava, Československo (17. 11. – 8. 12. 1992, open. P. Bočkay)

1993
- Galerie Aura, Olomouc, Česká republika (26. 1. – 27. 2. 1993)

1994
- Prague House of Photography, Prague (19. 5. – 14. 6. 1994, opening Vladimír Birgus)
- Galerie Ambrosiana, Brno, Česká republika (20. 10. – 10. 11. 1994)

1995
- Photogalerie Bild, Aarau, Switzerland (19. 3. – 13. 4. 1995, opening Martin Lehner)
- Kino Prostějov, Česká republika (8. 4. – 23. 4. 1995)

1996
- Victor Barsokevitsch-Valokuvakeskus, Kuopio, Finland (15. 3. – 21. 4. 1996, opening Eva Böhnelová, Riitta Raatikainen)
- Gallery St.Gervais, Geneva
- Slezské muzeum, Opava, Česká republika (18. 4. – 12. 5. 1996)
- Photography Gallery, Perth, Australia (23. 6. – 9. 7. 1996)
- Galleri Karneval, Albrunna, Sweden (10. 8. – 19. 9. 1996)
- Photoforum Feldeg, Zürich (15. 9. – 6. 10. 1996, katalog: text Vladimír Birgus, Jindřich Štreit, Ladislav Daněk, Michal Macků)

1998
- Galerie „U Řečických", Prague (4. 5. – 5. 6. 1998, opening Jiří Jaskmanický, text for katalog: Daniela Fišerová)

1999
- In focus Galerie am Dom, Köln, Německo (9. 4. – 12. 5. 1999)
- Galerie Pennings, Eindhoven, The Netherlands (28. 5. – 3. 6. 1999)

2000
- John Stevenson Gallery, New York (15. 3. – 8. 4. 2000)

2001
- FotoGaleria Teatro San Martin, Buenos Aires (6. 11. – 2. 12. 2001)
- Estudio Lisenberg, Buenos Aires (10. 11. – 15. 12. 2001)

2002
- Galeria Omar Alonzo, Puerto Vallarta, Mexico (30. 1. – 3. 3. 2002)

2004
- Dylan Thomas Centre, Swansea, UK (24. 2. – 28. 3. 2004)
- Aberystwyth Art College, Aberystwyth, UK
- John Stevenson Gallery, New York (19. 5. – 20. 6. 2004)
- In focus Galerie am Dom, Köln, Německo (4. 4. – 18. 7. 2004)
- J&T Bank, Prague, Česká republika (1. 10. – 31. 12. 2004)

2005
- „Vize, čin, sen, smrt“, Galerie Brno, Brno, Česká republika (25. 2. – 25. 3. 2005, text for katalog: Lucia Lendelová, curator: Ilona Víchová)
- Gallery "pf", Poznaň, Poland (11. 4. – 3. 5. 2005)
- Galerie Palais Breuner, Vien, Austria (16. 4. – 23. 4. 2005)
- Městské divadlo Zlín, Česká republika
- Státní zámek Třeboň, Česká republika (19. 6. – 10. 7. 2005)
- Czech Centre, München, Německo (16. 9. – 14. 10. 2005)

2006
- Galerie Art Affair, Regensburg, Německo (24. 3. – 28. 5. 2006)
- Photo Event, Turnhout, Belgium (1. 7. – 27. 8. 2006)
- Ottoman Mint complex, IFSAK, Istanbul, Turkey (15. 9. – 31. 10. 2006)

2007
- Galerie Caesar, Olomouc, Česká republika (26. 2. – 2. 3. 2007, text for katalog and opening: Štěpánka Bieleszová)
- Galery Na Soljanke, Moscow, Russia (26. 4. – 31. 5. 2007, text for katalog and opening: Victoria Girenko)
- Bilder vom Menschen, In focus Galerie, Köln, Německo (28. 8. – 5. 10. 2007)
- Over the photo, Galleria PaciArte contemporanea, Brescia, Italy (6. 10. – 30. 11. 2007, text for katalog and opening: Luigi Fassi)
- Bielske centrum kultury, Foto Art Festival, Bielsko-Biala, Poland (20. 10. – 25. 10. 2007)

2008
- Galerie David Guiraud, Paříž, Francie (31. 5. – 19. 7. 2006)
- Sklenene Gelaze, Galerie V Kapli, Bruntal, Česká republika (7. 10. – 10. 11. 2008)

2009
- Galerie, Museum Art St.Urban. St. Urban, Switzerland (from 27. 3. 2009)
- (Glass) Gellages, Wei-Ling Gallery, Kuala Lumpur, Malaysia (6. 4. – 30. 4. 2009)
- Glass photo, PaciArte contemprary, Brescia, Italy (19. 12. 2009 – 23. 2. 2010)

### Kolektivní výstavy (výběr)
Účast na skupinových výstavách :
1990
- Tschechoslovakische Fotografie Des Gegenwart, Cologne (traveled to Erlangen, Metz, Lucenburg, Strassbourg, Odense, Freiburg, Barcelona, Texas, Lawrence)

1991
- Bilder Lust, Galerie Rhanitzgasse der Landeshauptstadt, Sachsen (traveled to Dresden; Museum Ludwig, Cologne)
- The Male – Contemporary Male Nude Photographs, Portfolio Gallery, Londýn

1992
- What's New: Prague, The Art Institute of Chicago

1993
- Czech Photography of the 1990s – Fotofeis, Maclaurin Art Gallery, Ayr, Scotland

1994
- After the Velvet Revolution, 15 Czech & Slovak Photographers: 4 photos each, Photography Gallery, Perth, Australia
- Revelations, Photographs of Male and Female Nudes, The Gallery at John Jones, London

1996
- Institut tvůrčí fotografie 25/5, Slezské zemské muzeum, Opava, Česká republika

1996
- Jistoty a hledání v české fotografii 90. let (Certainty and Searching in Czech Photography of the 1990s) Nejvyšší purkrabství Pražského hradu (Burgrave's House of Prague Castle)

1997
- The Body in Contemporary Czech Photography, Macintosh Gallery, Glasgow

1998
- Sicherheit und Suche in der tschechischen Fotografie der neunziger Jahre, Berlin
- The Body in Contemporary Czech Photography, London

1999
- Czech Photography of the 1990s, The Art Institute of Chicago
- Video Virtuale, Foto Fictionale, Museum Ludwig, Koln

2000
- Optical Delusions: Jokes, Puns, and Sleights-of-Hand in Photography, The Art Institute of Chicago
- Tre samtida fotografer fran Tjeckien, Replica Theater and Art Center, Stockholm
- Akt v české fotografii (The Nude in Czech Photography), Císařská konírna Pražského hradu (The Imperial Stables at the Prague Castle), Prague

2001
- Re-presenting Representation V – Arnot Art Museum, Rockwell Museum of Western Art, New York

2003
- Celebration of Light: Photographs from the Collection of Cherye and Jim Pierce, Honolulu Academy of Arts in Honolulu

2005
- NEW ART Redefining „The Photograph“ – collage, overpainting, 3-dimensions, and more, John Stevenson Gallery, New York
- Czech Photography of the 20th Century, The City Gallery of Prague, Prague

2006
- Noble Processes, in a Digital Age, John Stevenson Gallery, New York
- Autopoesis, Slovak National Gallery, Bratislava, Slovensko

2007
- Expressive Bodies: Contemporary Art Photography from The Kinsey Institute, Herron Gallery, Indianopolis, USA

2008
- Love – frammenti visivi di un discorso amoroso, Gallerie Civiche d'Arte Contemporanea di Palazzo Ducale, Modena, Italy

2009
- Tschechische Fotografie des 20. Jahrhunderts, Kunst- und Ausstellungshalle der Bundesrepublik Deutschland, Bonn

2010
- Exposed – Nude Photography in the XX. Century, In Focus Galerie, Köln, BRD

## Zastoupení ve sbírkách
- Museum Ludwig, Cologne
- Museum of Fine Arts, Houston
- Museum for Fotokunst, Odense, Denmark
- The Royal Library of Denmark, Copenhagen
- Maison Européenne de la Photographie, Paříž
- Harvard Visual Center, Cambridge, Massachusetts
- The Art Institute of Chicago, Illinois
- Moravská galerie v Brně, Brno, Česká republika
- Muzeum Umění Olomouc, Česká republika
- MOPA – Museum of Photographic Arts, San Diego, USA
- Smith College Museum of Art, Northampton, Massachusetts, USA

## Publikace
- Tschechoslovakische Fotografie Des Gegenwart by Vladimír Birgus and Reinhold Misselbeck, Cologne, 1990
- Současná česká a slovenská fotografie, Praha 1991;
- Bilder Lust by Ulrich Domrose, Heilderberg 1991
- Encyklopedie českých a slovenských fotografů, Praha 1993
- Graphis Photo, Zurich 1993
- Contemporary Photographers, 3rd edition, St. James Press, Detroit, 1995
- Fully exposed – The Male Nude in Photography by Emanuel Cooper, Routledge, Londýn, 1995
- Jistoty a hledání v české fotografii 90. let – Certainty and Searching in Czech Photography of the 1990s by Vladimír Birgus and Miroslav Vojtěchovský, Praha 1996
- Photographers Encyclopedia International – 1839 to the present, Maison Européenne de la Photographie, Paříž, 1996
- Photographie des 20.Jahrhundrets, Museum Ludwig Koln, Taschen, 1996
- Katalog, Journal of Photography and Video, zima 1997, Museet for Fotokunst Brandts, Odense, Dánsko
- Chimaera, Aktuelle Photokunst aus Mitteleuropa, 1997, Staatliche Galerie Moritzburg Halle, BRD
- Kamera Obskura, No. 3, 1998, Moskva
- Česká fotografie 90 let – Czech photography of the 1990s by Vladimír Birgus and Miroslav Vojtechovský, Praha, Chicago 1999
- Fotografie v Českých zemích 1839 – 1999, Vladimír Birgus, Pavel Scheufler, Praha 1999
- The AIPAD Photography Show, 2000 Membership Directory and Illustrated katalog, Washington, D. C.
- Akt v české fotografii – The Nude in Czech Photography, Vladimír Birgus a Jan Mlčoch, KANT, Praha 2001
- Re-presenting Representation V, 2001, Arnot Art Museum, NY
- Strange Genius, 2002, The Journal of Contemporary Photography, Volume V, USA
- Vize, čin, sen, smrt (Vision, Deed, Dream, Death), 2005, výstavní katalog, Galerie Brno
- Schwarzweiss 46, Das Magazin für Fotografie, Juni-Juli 2005, Německo
- Black & White Magazine, Issue 79, March 2007, USA